# میزوهو بانک

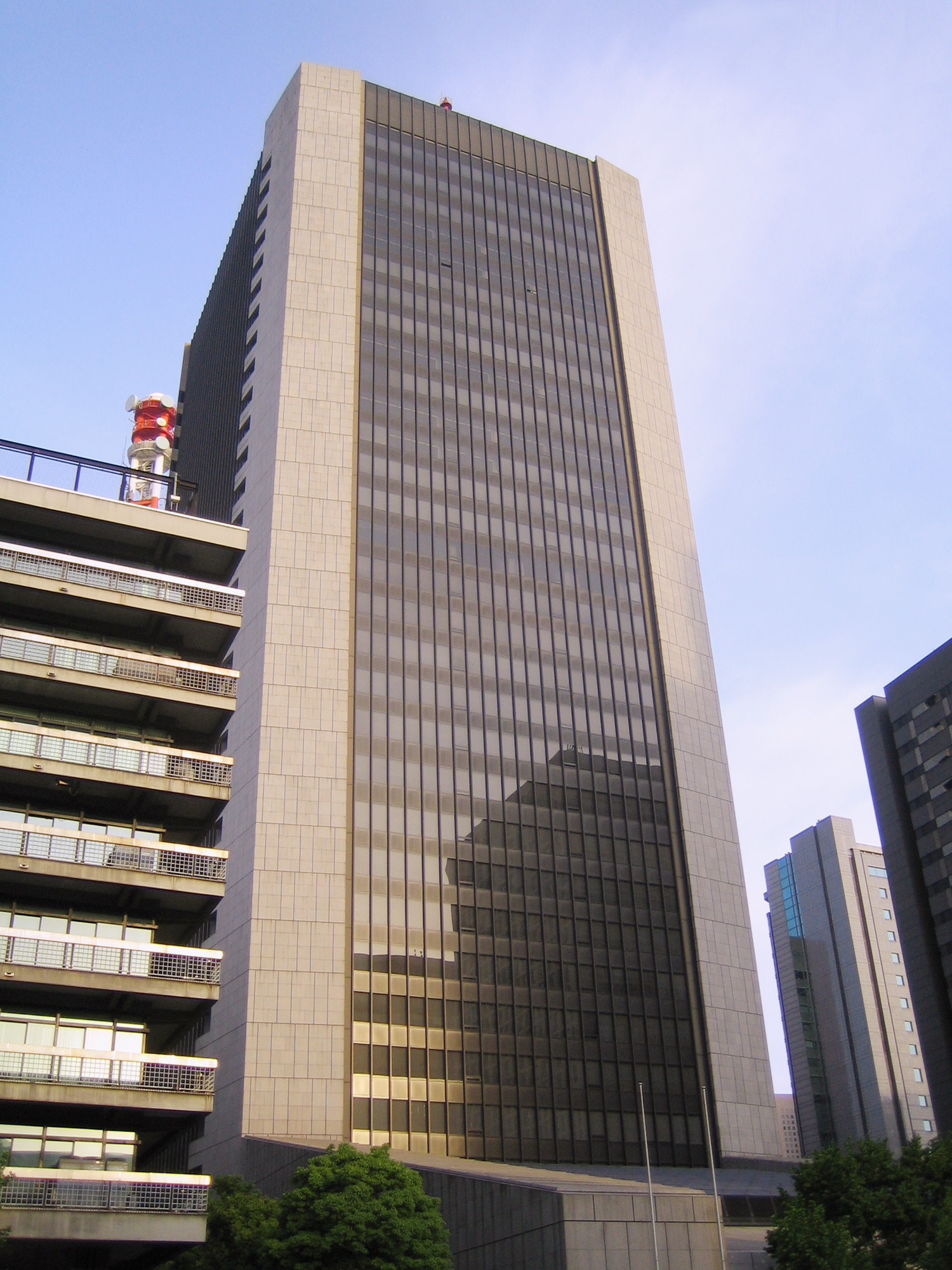
ساختمان مرکزی میزوهو بانک، مستقر در چیودا، توکیو

میزوهو بانک (به ژاپنی: 株式会社みずほ銀行) دومین بانک بزرگ ژاپن است، که مالک شبکه‌ای از ۵۱۵ شعبه و ۱۱٫۰۰۰ دستگاه خودپرداز می‌باشد، که بخش اعظم فعالیت‌های آن، بر ارائه خدمات بانکداری خرد متمرکز است، همچنین تنها بانک ژاپنی بوده، که در کلیه استان‌های ژاپن شعبه دارد.
ریشه‌های تأسیس میزوهو بانک به سال ۱۸۹۷ و تشکیل بانک فوجی بازمی‌گردد، ولی فرم کنونی این بانک، حاصل ادغام سه بانک فوجی، بانک صنعتی ژاپن و دایی-ایچی کانگیو بانک می‌باشد. در حال حاضر بانک میزوهو پس از بانک میتسوبیشی یواف‌جی به‌عنوان دومین بانک بزرگ ژاپن، شناخته می‌شود.
شعبه مرکزی این بانک در شهر چیودا، توکیو قرار دارد و هم‌اکنون یکی از زیرمجموعه‌های اصلی گروه مالی میزوهو به‌شمار می‌آید.